# Pseudagrion commoniae
Pseudagrion commoniae là một loài chuồn chuồn kim thuộc họ Coenagrionidae. Loài này có ở Botswana, Kenya, Malawi, Mozambique, Somalia, Nam Phi, Tanzania, Uganda, Zambia, Zimbabwe, và có thể cả Burundi. Môi trường sống tự nhiên của chúng là rừng ẩm vùng đất thấp nhiệt đới hoặc cận nhiệt đới, vùng cây bụi khô khu vực nhiệt đới hoặc cận nhiệt đới, vùng cây bụi ẩm khu vực nhiệt đới hoặc cận nhiệt đới, và sông ngòi.